# Let's Talk About Sex (Salt-N-Pepa)
Let's Talk About Sex is een nummer van Salt-N-Pepa uit 1991. Het is de vierde single van hun derde studioalbum Blacks' Magic.
Het nummer gaat over veilig vrijen, de positieve en negatieve kanten aan seks en het taboe op seks rond die tijd in de Amerikaanse media. In het nummer is "I'll Take You There" van The Staple Singers gesampled. "Let's Talk About Sex" werd wereldwijd een grote hit. In de Amerikaanse Billboard Hot 100 haalde het de 13e positie, terwijl het in de Nederlandse Top 40 en de Vlaamse Radio 2 Top 30 een regelrechte nummer 1-hit was.
In 2016 sampleden het Amerikaanse dj-trio Cheat Codes en het Nederlandse dj-trio Kris Kross Amsterdam het refrein van "Let's Talk About Sex" in hun nummer "Sex". In tegenstelling tot het origineel wordt in deze versie over iets minder veilige seks gezongen, met nieuwe coupletten en een elektronische dancebeat.

## Hitnoteringen

### Nederlandse Top 40
| Hitnotering: 12-10-1991 t/m 18-01-1992 | Hitnotering: 12-10-1991 t/m 18-01-1992 | Hitnotering: 12-10-1991 t/m 18-01-1992 | Hitnotering: 12-10-1991 t/m 18-01-1992 | Hitnotering: 12-10-1991 t/m 18-01-1992 | Hitnotering: 12-10-1991 t/m 18-01-1992 | Hitnotering: 12-10-1991 t/m 18-01-1992 | Hitnotering: 12-10-1991 t/m 18-01-1992 | Hitnotering: 12-10-1991 t/m 18-01-1992 | Hitnotering: 12-10-1991 t/m 18-01-1992 | Hitnotering: 12-10-1991 t/m 18-01-1992 | Hitnotering: 12-10-1991 t/m 18-01-1992 | Hitnotering: 12-10-1991 t/m 18-01-1992 | Hitnotering: 12-10-1991 t/m 18-01-1992 | Hitnotering: 12-10-1991 t/m 18-01-1992 | Hitnotering: 12-10-1991 t/m 18-01-1992 |
| Week                                   | 1                                      | 2                                      | 3                                      | 4                                      | 5                                      | 6                                      | 7                                      | 8                                      | 9                                      | 10                                     | 11                                     | 12                                     | 13                                     | 14                                     |                                        |
| -------------------------------------- | -------------------------------------- | -------------------------------------- | -------------------------------------- | -------------------------------------- | -------------------------------------- | -------------------------------------- | -------------------------------------- | -------------------------------------- | -------------------------------------- | -------------------------------------- | -------------------------------------- | -------------------------------------- | -------------------------------------- | -------------------------------------- | -------------------------------------- |
| Nummer                                 | 26                                     | 11                                     | 3                                      | 2                                      | 1                                      | 1                                      | 1                                      | 2                                      | 3                                      | 5                                      | 10                                     | 13                                     | 21                                     | 33                                     | uit                                    |

### Nationale Top 100
| Hitnotering: 05-10-1991 t/m 08-02-1992 | Hitnotering: 05-10-1991 t/m 08-02-1992 | Hitnotering: 05-10-1991 t/m 08-02-1992 | Hitnotering: 05-10-1991 t/m 08-02-1992 | Hitnotering: 05-10-1991 t/m 08-02-1992 | Hitnotering: 05-10-1991 t/m 08-02-1992 | Hitnotering: 05-10-1991 t/m 08-02-1992 | Hitnotering: 05-10-1991 t/m 08-02-1992 | Hitnotering: 05-10-1991 t/m 08-02-1992 | Hitnotering: 05-10-1991 t/m 08-02-1992 | Hitnotering: 05-10-1991 t/m 08-02-1992 | Hitnotering: 05-10-1991 t/m 08-02-1992 | Hitnotering: 05-10-1991 t/m 08-02-1992 | Hitnotering: 05-10-1991 t/m 08-02-1992 | Hitnotering: 05-10-1991 t/m 08-02-1992 | Hitnotering: 05-10-1991 t/m 08-02-1992 | Hitnotering: 05-10-1991 t/m 08-02-1992 | Hitnotering: 05-10-1991 t/m 08-02-1992 | Hitnotering: 05-10-1991 t/m 08-02-1992 | Hitnotering: 05-10-1991 t/m 08-02-1992 |
| Week                                   | 1                                      | 2                                      | 3                                      | 4                                      | 5                                      | 6                                      | 7                                      | 8                                      | 9                                      | 10                                     | 11                                     | 12                                     | 13                                     | 14                                     | 15                                     | 16                                     | 17                                     | 18                                     |                                        |
| -------------------------------------- | -------------------------------------- | -------------------------------------- | -------------------------------------- | -------------------------------------- | -------------------------------------- | -------------------------------------- | -------------------------------------- | -------------------------------------- | -------------------------------------- | -------------------------------------- | -------------------------------------- | -------------------------------------- | -------------------------------------- | -------------------------------------- | -------------------------------------- | -------------------------------------- | -------------------------------------- | -------------------------------------- | -------------------------------------- |
| Nummer                                 | 78                                     | 45                                     | 16                                     | 6                                      | 2                                      | 1                                      | 1                                      | 1                                      | 2                                      | 4                                      | 4                                      | 9                                      | 15                                     | 18                                     | 27                                     | 45                                     | 57                                     | 88                                     | uit                                    |